# Kantus
El Kantus es un tipo de música de raíz precolombina, heredera de la cultura Mollo, nacida en Charazani (Bolivia) para banda de sicuris (ejecutantes de sicu, un tipo de zampoña ejecutado fundamentalmente en la zona andina de Sudamérica) cuyos orígenes son presuntamente ceremoniales.
Esta danza, una de las más importantes de este tipo de agrupaciones instrumentales, se caracteriza por su ejecución en quintas y cuartas paralelas, producto de utilizar la misma digitación en instrumentos afinados a quintas y octavas de distancia, aproximadamente, la cual es una característica habitual en esta y otro tipo de expresiones musicales andinas. Su práctica actual está circunscrita a las comunidades quechuas de Charazani.